# Kralice (Chlístovice)
Kralice (německy Groß Kralitz) je malá vesnice, část obce Chlístovice v okrese Kutná Hora. Nachází se asi čtyři kilometry jihozápadně od Chlístovic. Protéká tudy Chlístovický potok, který je levostranným přítokem říčky Vrchlice.
Kralice je také název katastrálního území o rozloze 3,57 km². V katastrálním území Kralice leží i Kraličky a Svatý Jan t. Krsovice.

## Historie
První písemná zmínka o vesnici pochází z roku 1226.
Roku 1950 byla obec Všesoky sloučena s obcí Kralice do obce Kralice.

## Pamětihodnosti
- Kovárna čp. 35

## Osobnosti
- František Chalupa (1857–1890), český básník, spisovatel, novinář a překladatel

## Fotogalerie

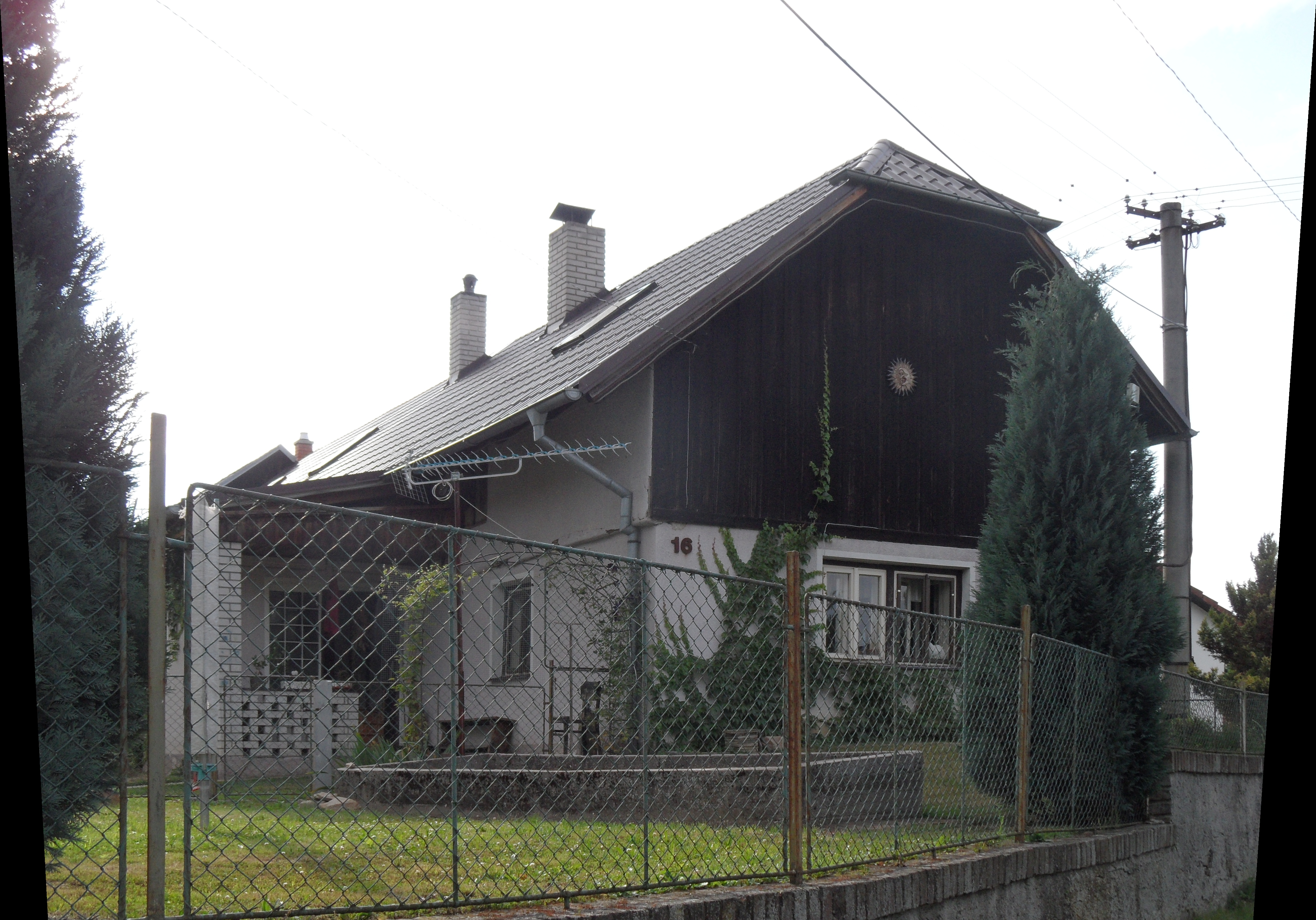
Dům čp. 16
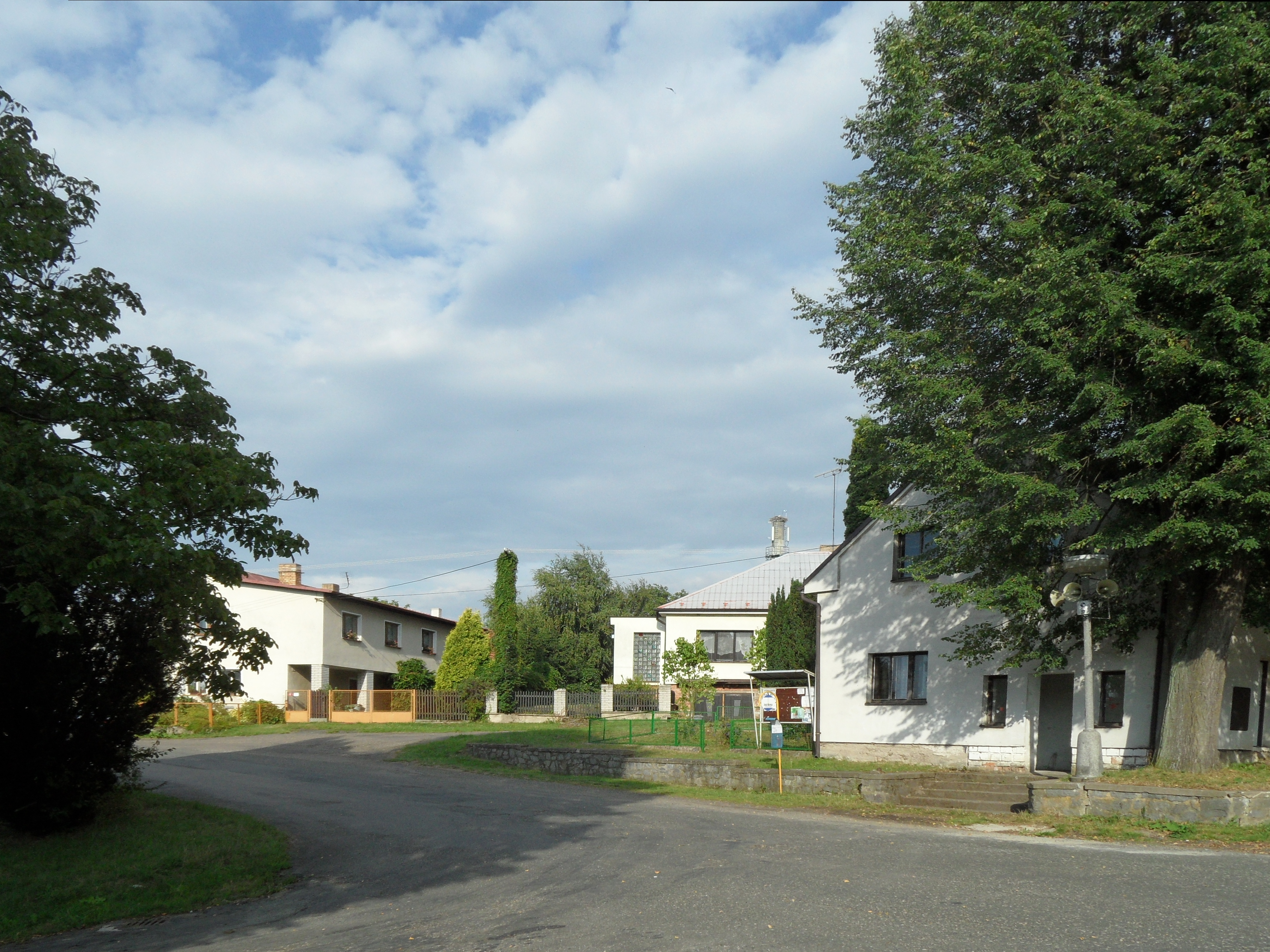
Křižovatka, směr Chroustkov
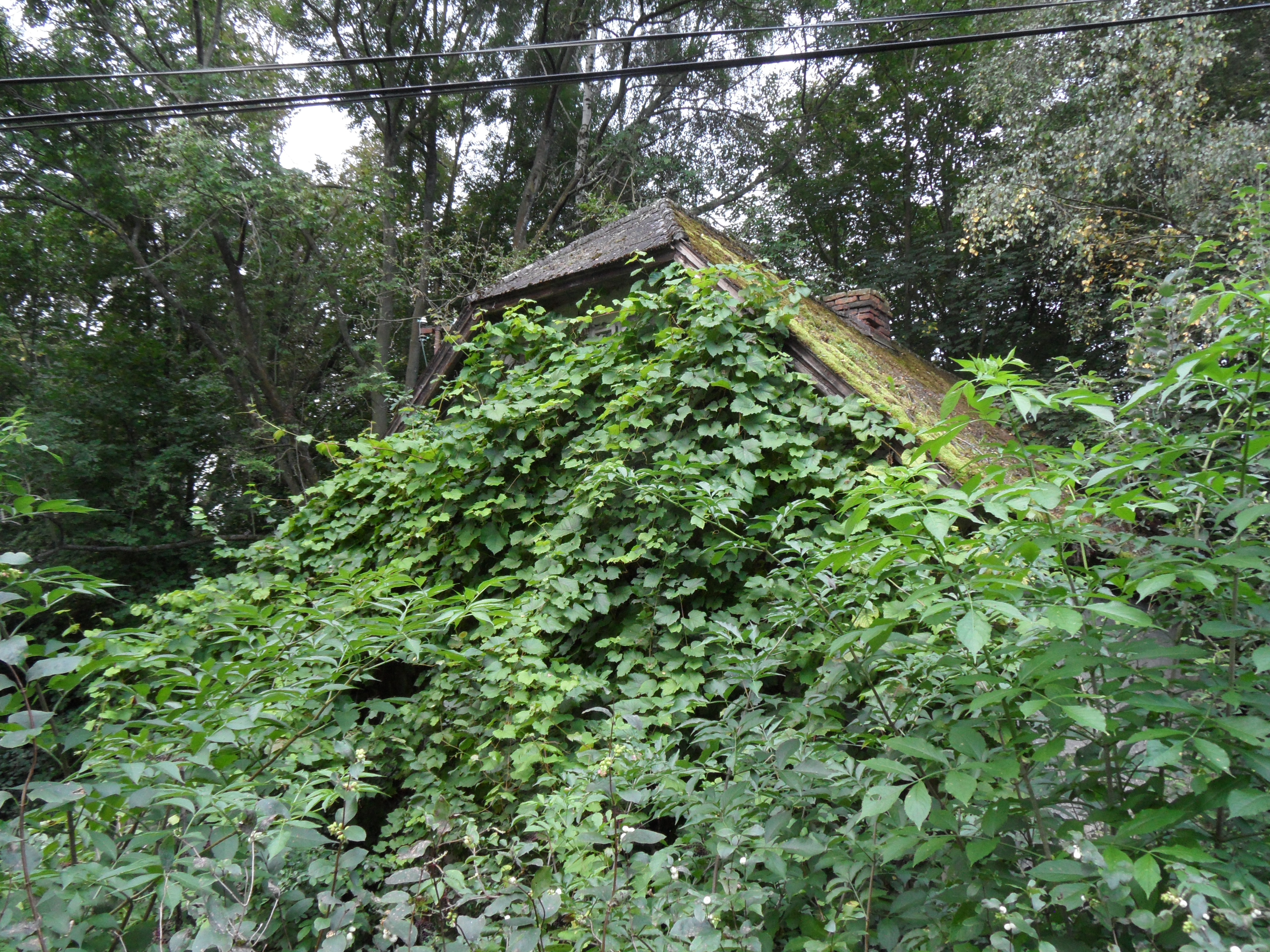
Kovárna
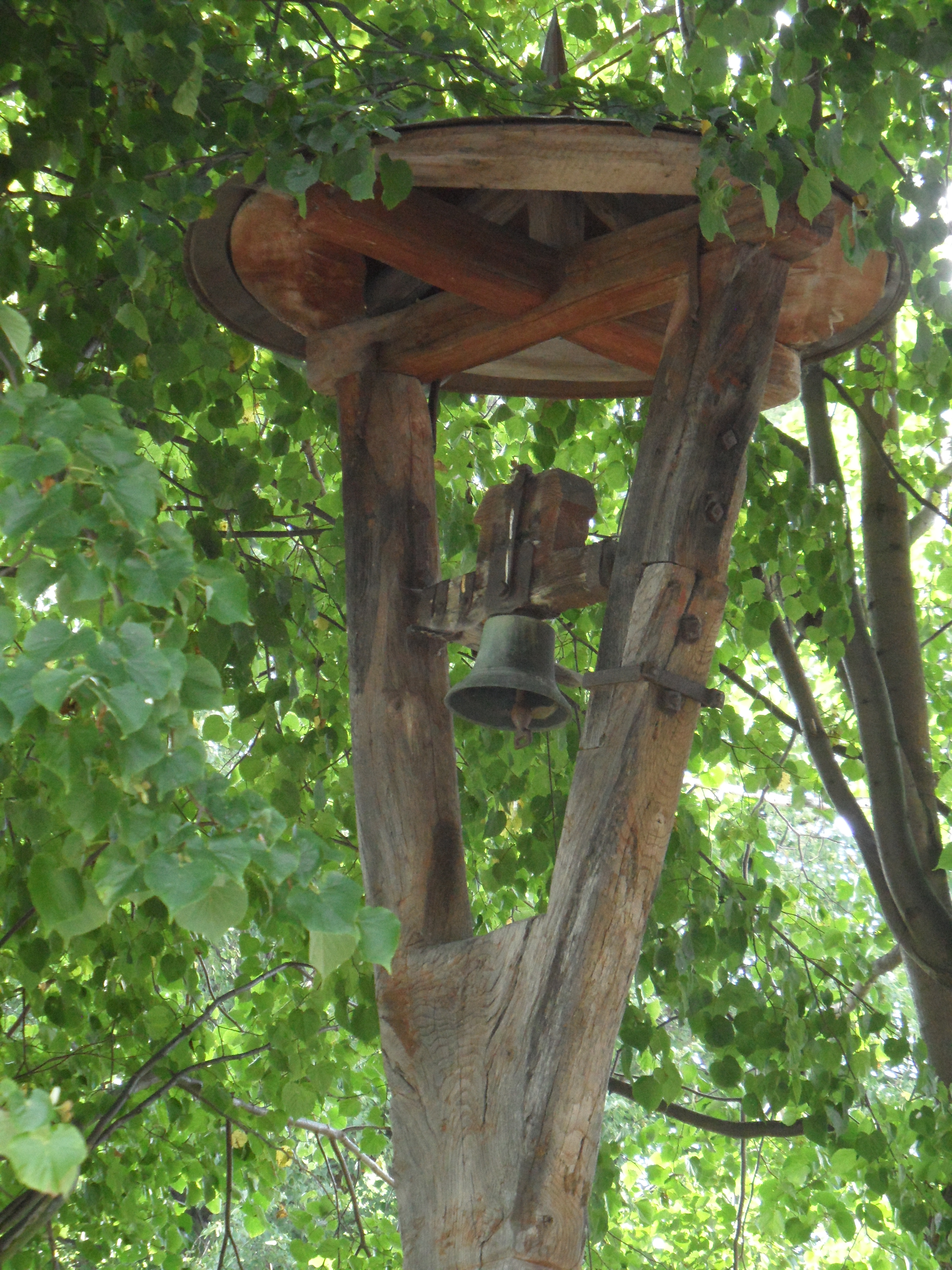
Detail zvoničky